# Thomas Marshall
Thomas Riley Marshall (North Manchester (Indiana), 14 maart 1854 – Washington D.C., 1 juni 1925) was een Amerikaanse politicus. Hij was lid van de Democratische Partij. Marshall was van 1909 tot 1913 gouverneur van Indiana en van 1913 tot 1921 de 28e vicepresident van de Verenigde Staten onder Woodrow Wilson.

## Levensloop

### Jeugd
De vader van Marshall was een fervent aanhanger van de Democratische Partij. Tijdens de Amerikaanse Burgeroorlog weigerde hij medische hulp aan soldaten van de Confederatie die voorstander waren van de slavernij. Zijn grootvader en vader kwamen in conflict met hun Methodistische predikant toen deze dreigde hen uit de kerk te zetten als zij niet bij de verkiezingen in 1862 op de Republikeinse Partij zouden stemmen. Marshalls’ grootvader zij dat hij "dan maar het risico nam voor de hel, maar niet voor de Republikeinse Partij". Zij maakten de overstap naar de Presbyteriaanse Kerk.
Marshall studeerde aan Wabas College. Hij begon voor de schoolkrant te schrijven. In 1872 publiceerde hij een artikel waarin hij een docente er in een column van beschuldigde om seksueel contact te zoeken met jonge leerlingen. Zij huurde een advocaat in en eiste 20.000 dollar aan smartengeld. Marshall huurde als advocaat Benjamin Harrison in, een latere president van de Verenigde Staten. De zaak werd geseponeerd, omdat Harrison aantoonde dat de beschuldigingen van Marshall waarschijnlijk klopten.
Aan het einde van zijn studie was Marshall zeer geïnteresseerd geraakt in rechten. De enige manier om advocaat te kunnen worden was door in de leer te gaan bij erkend advocaat. Hij ging in de leer bij Walter Olds, die het later bracht tot lid van het hooggerechtshof van Indiana. Op 26 april 1875 kreeg Marshall zijn aanstelling als advocaat.

### Advocaat
Marshall opende in 1876 zijn eigen advocatenpraktijk. In 1879 kwam William F. McNagny erbij als partner. Zij behandelden vooral strafzaken. Hun praktijk werd bekend in de regio door een aantal high profile-zaken die zij behandelden. In 1880 stelde Marshall zich verkiesbaar namens de Democratische Partij om Openbaar aanklager te worden van zijn district. Het district had een overwegend Republikeinse meerderheid en Marshall verloor de verkiezingen.
Na zijn eigen verkiezingsnederlaag in 1880 begon Marshall ook met de ondersteuning van andere Democratische kandidaten binnen de staat. Hij verschoof in de jaren negentig langzaam van zijn conservatieve standpunten naar progressieve standpunten. In 1904 werd hij lid van het Centrale Comité van de staatsafdeling van de partij.
Een voordracht van zijn partij voor het Congres wees Marshall in 1906 af. Hij liet weten dat hij geïnteresseerd was in het gouverneurschap van de staat. Niet iedereen steunde hem omdat hij voorstander was van een drooglegging. Onder zijn tegenstanders was Thomas Taggart, de belangrijkste Democraat binnen de staat Indiana. Ondanks de tegenstand werd hij gekozen als de kandidaat van de Democratische Partij. Bij de algemene verkiezingen versloeg hij de Republikeinse Afgevaardigde James E. Watson.

### Gouverneur van Indiana

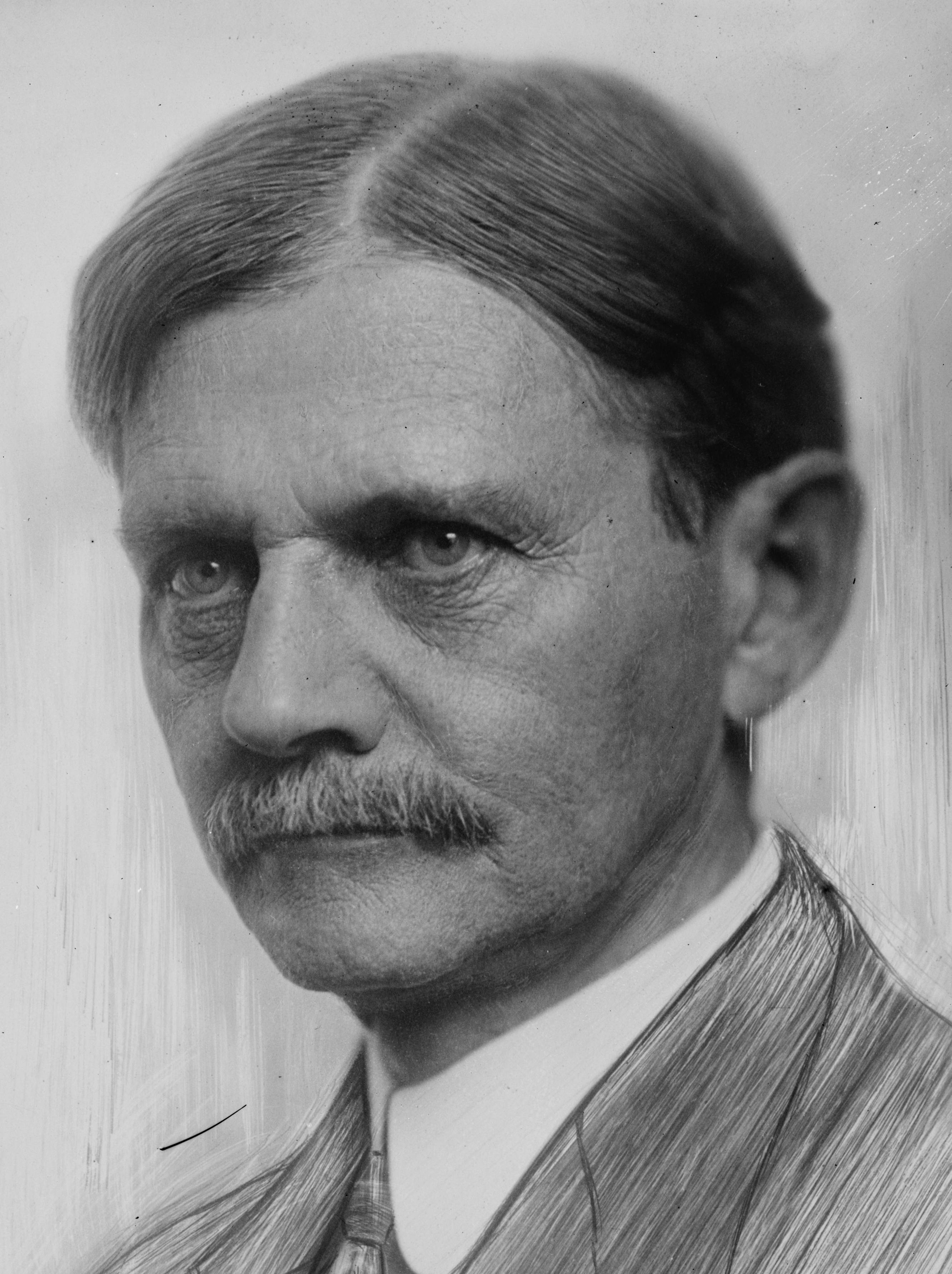
Marshall ten tijde van zijn gouverneurschap (1912)

Als gouverneur probeerde Marshall niet direct al zijn eigen aanhangers op belangrijke politieke posities te benoemen. Hij liet de partij ook verschillende kandidaten voordragen. Dit leidde er wel toe dat hij geen stevige politieke basis voor zichzelf opbouwde. Marshall slaagde erin een wet tegen kinderarbeid aangenomen te krijgen.
Ook vocht hij tegen de corruptie. Als gouverneur steunde hij een voorstel waardoor de personen die namens Indiana in de Senaat werden gekozen voortaan aangewezen werden door een volksstemming. Deze wetgeving kwam er ook door. Voorheen werden de senatoren gekozen door de wetgevende vergadering van de staat zelf. Tegelijkertijd slaagde Marshall er niet in een voorstel goedgekeurd te krijgen waardoor de macht van de gouverneur zou worden uitgebreid. Hij was tegenstander van een aantal wetten die waren aangenomen ten faveure van eugenetica en sterilisatie en gaf staatsinstellingen de opdrachten niet mee te werken aan de uitwerking daarvan. Marshall was ook de eerste gouverneur onder wiens bewind geen executies van criminelen meer plaatsvonden, omdat hij tegen de doodstraf was.
Marshall wilde graag de grondwet van Indiana aan passen, waardoor er een minimumloon zou worden ingesteld, er directe referenda konden worden gehouden, en waardoor de vakbonden wettelijke bescherming zouden krijgen. De wetgevende vergadering van Indiana weigerde mee te werken. Veel van de standpunten van Marshall werden ook aangehangen door de Socialistische Partij. De Republikeinse Partij geloofde dat Marshall zich vooral zo inzette voor de hervorming van de grondwet om de Socialistische Partij van haar aanhang te beroven. De Democratische Partij – op dat moment de meerderheidspartij - besloot de kwestie van het directe referendum voor te leggen aan de kiezer. De Republikeinen maakten bezwaar omdat het volgens hen ongrondwettelijk zou zijn. Bij de verkiezingen in 1910 verkregen de Democraten een meerderheid in de Senaat en werd het voorstel aangenomen. Het zou dan in 1912 aan de kiezer voorgelegd moeten worden.
De Republikeinen vonden dat er een Grondwettelijke Vergadering (constitutional convention) moest worden gehouden en vochten het besluit aan bij de rechter. Deze besloot dat het voorstel voor een direct referendum niet aan de kiezer mocht worden voorgelegd. Deze beslissing werd bekrachtigd door het Hooggerechtshof van de staat en het federale Hooggerechtshof, maar kreeg zijn gelijk niet.
Marshall mocht volgens de grondwet van Indiana maar een termijn dienen als gouverneur van Indiana en trad daarom in 1913 af.

### Vicepresidentschap

#### Eerste termijn

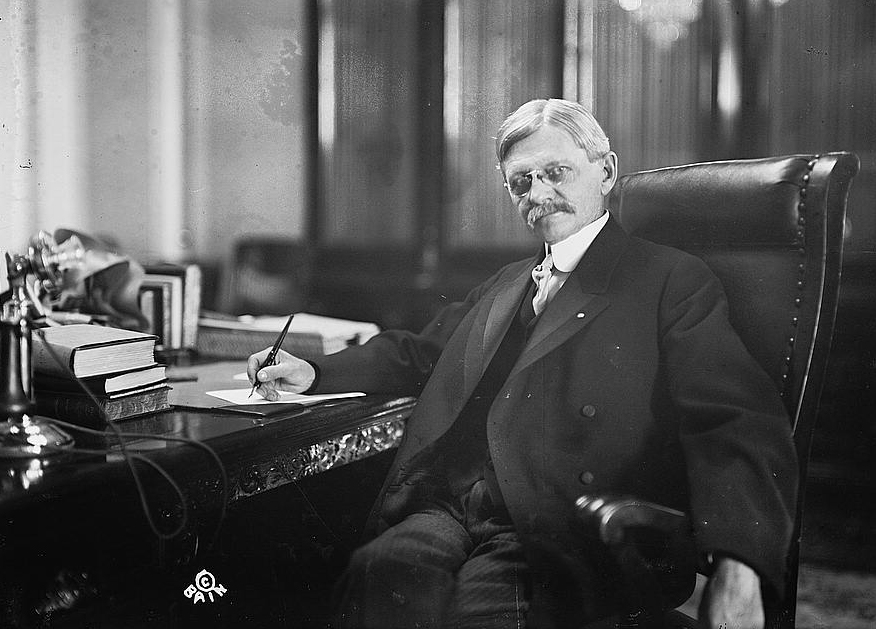
Marshall in zijn kantoor in de Senaat

Hij wilde zich verkiesbaar stellen voor de Senaat. Hoewel hij niet aanwezig was op de Democratische Partijconventie in Baltimore in 1912 werd zijn naam wel door de delegatie van Indiana naar voren geschoven als kandidaat voor het presidentschap.Hij werd voorgesteld als compromiskandidaat, maar William Jennings Bryan en zijn aanhangers steunden Woodrow Wilson. Daardoor behaalde Wilson een meerderheid en de Democratische nominatie voor het presidentschap. Indiana stond bekend als een kantelstaat. Wilson koos daarom voor Marshall als zijn kandidaat voor het vicepresidentschap in de hoop dat deze hem de staat Indiana kon verkrijgen. De Democratische Partij won de verkiezingen, mede door een scheuring binnen de Republikeinse Partij, waardoor de voormalige president Theodore Roosevelt zich namens een derde partij, de Progressieve Partij, kandidaat stelde.
De band tussen Wilson en Marshall was niet goed te noemen. Marshall werd uitgenodigd voor kabinetsvergaderingen, maar zijn voorstellingen werden nauwelijks in overweging genomen.Wilson nam zelf contact op met senaatsleden om politiek beleid te bediscussiëren. Daarvoor was dit altijd de verantwoordelijkheid van de vicepresident, maar Wilson vertrouwde Marshall niet genoeg.
Marshall zelf trok zich weinig aan van de acties van Wilson en hield zich vooral bezig met het voorzitten van de Senaat. Hij bracht zelf achtmaal ern beslissende stem uit in de Senaat, toen de stemmen staakten.
In de debatten in aanloop naar de Eerste Wereldoorlog hielden een aantal isolationistische senatoren een aantal filibusters die weken en soms maanden duurden om te voorkomen dat een aantal wetten werd aangenomen. Wilson wilde dat Marshall het spreekrecht van een aantal senatoren beperkte, maar deze had daar ethische bezwaren tegen. Bij de wetten die werden tegengehouden ging het onder andere om een wet waardoor de Verenigde Staten direct koopvaardijschepen en wapens konden verkopen aan de geallieerden. De isolationistische senatoren vormden een kleine minderheid, maar hielden wel elke wetgeving tegen die neigde in de richting van bemoeienis met de oorlog. Dit leidde ertoe dat er in 1917 een wet werd aangenomen die het mogelijk maakte om met een tweederdemeerderheid een filibuster te doorbreken. Sindsdien is deze wet ook veranderd en tegenwoordig is nog maar drie vijfde van alle senatoren nodig.
Erich Menter, een Duitse anarchist en professor aan de Harvard-universiteit, pleegde op 4 juli 1916 een aanslag op Marshall. Hij legde een tijdbom bij het kantoor van de vicepresident, maar de bom ontplofte te vroeg. Na de aanslag weigerde Marshall persoonlijke beveiliging.

#### Tweede termijn
Bij de Democratische Partijconventie in 1916 drong een aantal Democraten er bij Wilson op aan Marshall niet te kiezen als zijn kandidaat voor het vicepresidentschap. De president wilde echter vooral eenheid uitstralen en vroeg Marshall wel. Daarmee werd hij de eerste vicepresident sinds John C. Calhoun in 1828 die voor een tweede termijn werd gekozen.
Tijdens Marshalls’ tweede termijn raakte de Verenigde Staten betrokken in de Eerste Wereldoorlog. Marshall was daar voorstander van en vond dat Wilson de dienstplicht moest invoeren. Toch werd Marshall maar zijdelings bij de oorlog betrokken. Hij werd vooral ingezet voor het houden van toespraken om oorlogsleningen te verkrijgen. Toen het einde van de oorlog naderde vertrok Wilson naar Europa, waar hij onder andere het Verdrag van Versailles sloot en werkte aan steun voor zijn plan voor een Volkerenbond. Marshall was de eerste vicepresident die de kabinetsvergadering voorzat.
President Wilson werd in oktober 1919 getroffen door een beroerte waardoor hij verlamd raakte en niet goed meer in staat was te functioneren. Wilsons’ vrouw Edith mocht de vicepresident echter niet en weigerde dat deze Wilson zou opvolgen als president. Zij geloofde, en werd daarin gesteund door een belangrijke adviseur genaamd Joseph Tumulty, dat een officieel bericht van de staf van de president over diens conditie er toe zou leiden dat Marshall zich er op basis van de grondwet er toe zou inzetten dat hij als president benoemd werd. Zij voorkwamen dus ook dat er zo’n officieel bericht kwam. Tegelijkertijd eiste Marshall dat hij op de hoogte werd gehouden van de conditie van de president, omdat hij voorbereid moest zijn om het presidentschap over te nemen.
Robert Lansing, minister van Buitenlandse Zaken, was de eerste die op 5 oktober voorstelde dat Marshall de president zou dwingen tot aftreden. Hij werd daarin gesteund door andere ministers en leiders van het Congres. Na dit met zijn vrouw en een levenslange adviseur Mark Thistlethwaite te hebben overlegd, besloot Marshall niet van de mogelijkheid gebruik te maken, omdat hij geen precedent wilde scheppen voor toekomstige situaties, waarbij de vicepresident de president zou dwingen af te treden. Marshall wilde dat Wilson vrijwillig zou aftreden, maar deze was dat niet van plan vanwege zijn afkeer van Marshall. Marshall liet aan het kabinet weten dat hij alleen president wilde worden als er een gemeenschappelijke resolutie van het Congres zou komen die hem daartoe opriep, of als Wilson uit eigen beweging aangaf niet in staat te zijn het ambt te kunnen bekleden.
Toen de maand december aanbrak was de situatie nog niet verbeterd. De leiders van het Congres wilde zich gaan inzetten voor de gemeenschappelijke resolutie waarvoor Marshall had gevraagd. In dezelfde tijd speelde de discussie rondom de Volkerenbond en of de Verenigde Staten daar in toe moesten treden. Wilson was daar voorstander van, maar weigerde concessies te doen, waardoor hij waarschijnlijk wel een meerderheid zou hebben voor zijn plannen. Verschillende senatoren die tegenstander waren van de toetreding vreesden dat Marshall de toezeggingen wel zou doen, waardoor de Verenigde Staten toch zouden toetreden tot de Volkerenbond. Zij wilden voorkomen dat de gemeenschappelijke resolutie werd aangenomen. De senatoren stelde voor dat een comité navraag zou doen naar de gezondheid van de president. Daaruit bleek dat deze in zwakke conditie verkeerde, maar aan de beterende hand was. Dat was genoeg om de gemeenschappelijke resolutie te voorkomen.
Tijdens een kerkdienst halverwege december kreeg Marshall via een koerier het bericht dat Wilson was overleden. Marshall was geschrokken en deelde het nieuws aan de kerkleden mede. De predikant bad voor Wilson en veel mensen huilden. Na de dienst haastte Marshall zich samen met zijn vrouw naar het Witte Huis om er daar pas achter te komen dat hij het slachtoffer was geweest van een grap; Wilson leefde nog. In de resterende periode van zijn termijn vervulde Marshall nog verschillende ceremoniële taken, zoals de begeleiding van verschillende Europese monarchen, zoals de Koning van België Albert I en Edward, de kroonprins van het Verenigd Koninkrijk.
Bij de Democratische Partijconventie in 1921 stelde Marshall zich kandidaat voor het presidentschap, maar los van de delegatie uit Indiana kreeg hij weinig steun. Hij besloot uiteindelijk zich te scharen achter James M. Cox en Franklin Delano Roosevelt als de Democratische kandidaten voor het presidentschap en vicepresidentschap. Zij verloren echter van de Republikeinse kandidaten Warren G. Harding en Calvin Coolidge. Bij zijn afscheid liet Marshall een briefje achter voor zijn opvolger Coolidge waarin hij hem condoleerde met zijn verkiezing tot het vicepresidentschap.

### Latere leven
Marshall verhuisde na Indianapolis en opende daar een eigen advocatenpraktijk. President Harding vroeg hem in 1921 zitting te nemen in de Lincoln Memorial Commission en in 1922 in de Federal Coal Commission. Uit beide commissies trok de voormalige vicepresident zich in 1923 terug. Hij wijdde zijn tijd aan het schrijven van een biografie genaamd Recollections. Het boek werd gepubliceerd in mei 1925 en leidde tot verbazing vanwege de openheid waarmee Marshall schreef over het politieke werk en het niet sparen van zijn vijanden. Marshall bleef een populair spreker en werd vaak uitgenodigd.
Op 1 juni 1925 werd Marshall getroffen door een hartaanval terwijl hij in bed de Bijbel las. Hij was op doorreis in Washington D.C.. Zijn vrouw riep om hulp, maar deze kwam te laat. Acht dagen later werd hij in Indianapolis begraven.

## Persoonlijk

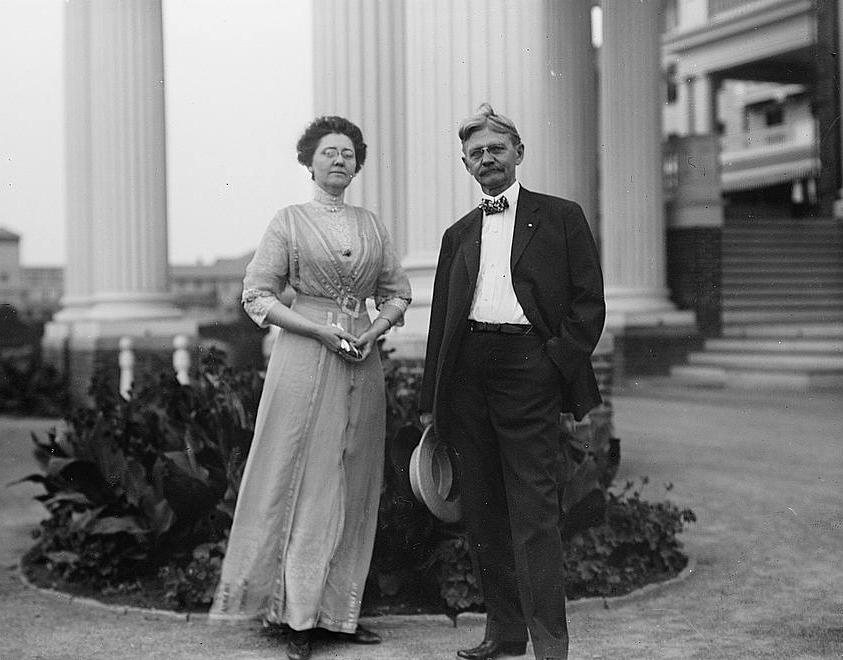
Marshall met zijn vrouw Lois

Marshall ontmoette in 1880 Kate Hooper en hij trouwde met haar. Zij stierf in 1882 als gevolg van ziekte. Dit was een grote klap voor Marshall en hij raakte aan de alcohol. In 1895 ontmoette hij zijn tweede vrouw Lois Limsey, die als klerk werkte in de praktijk van haar vader. Zij trouwden op 2 oktober 1895 en waren onafscheidelijk tijdens hun huwelijk.
Zijn alcoholisme begon intussen een probleem te worden. Hij verscheen een paar keer in beschonken toestand in de rechtbank. Zijn vrouw hielp hem met zijn drankprobleem. Daarna werd hij een tegenstander van (veelvoudig) drankgebruik.
Ten tijde van Marshalls' vicepresidentschap was zijn vrouw nauw betrokken bij liefdadigheidswerk in Washington D.C. In de gaarkeuken kwam zij in aanraking met een vrouw met een net geboren tweeling. Een van de kinderen was chronisch ziek en zijn ouders waren niet in staat voor hem te zorgen. Lois Marshall ontwikkelde een nauwe band met het kind dat de naam droeg Clarence Ignatius Morisson en beloofde voor hem te zullen zorgen en een goede behandelplaats voor hem te vinden. De jongen groeide op bij het echtpaar. Zij adopteerden hem echter niet, omdat ze het vreemd vonden dat te doen, omdat de ouders van de jongen nog leefden. Van president Wilson kreeg het paar een notitie met de tekst: "Met felicitaties voor de baby. Wilson". De jongen bleef bij het echtpaar, maar overleed uiteindelijk in februari 1920.

## Bekende uitspraken
Marshall stond ook bekend om zijn humor. Een bekende oneliner van zijn hand deed hij in 1917 in de Senaat. Op de vraag wat hij vond dat het land nodig had antwoordde hij: "What this country needs is a really good five-cent cigar". Een van zijn favoriete grappen ging over een vrouw met twee zonen. Een zoon liep weg en ging naar zee, de ander was verkozen tot vicepresident van de Verenigde Staten. Van geen van tweeën is ooit meer iets vernomen.
Toen hij hoorde van zijn nominatie voor het vicepresidentschap (hij was niet aanwezig bij het desbetreffende congres), stelde Marshall dat hij niet verrast was, aangezien "Indiana de moeder van de vicepresidenten is; moeder van meer tweederangs-mensen dan welke andere staat ook".
Zijn humor bracht hem ook weleens in de problemen. Bezoekers die langs zijn kantoor in het Witte Huis liepen, begroette hij regelmatig met de woorden: "If you look on me as a wild animal, be kind enough to throw peanuts at me". Dit leidde ertoe dat president Wilson zijn kantoor liet verplaatsen naar de Senaat, waar Marshall niet langer gestoord werd. In reactie op een voorstel van het bestuur van het Smithsonian Institution om een team in Guatemala opgravingen naar oudheden te laten doen, reageerde Marshall met de woorden dat het team beter rond Washington D.C. opgravingen kon doen. Op de vraag waarom antwoordde hij dat "judging by the looks of the people walking on the street, they should be able find buried cave-men no more than six feet down". De grap viel niet in goede aarde en Marshall werd voor meer dan een jaar uitgesloten van de bestuursvergaderingen.
Adams ·
Jefferson ·
Burr ·
Clinton ·
Gerry ·
Tompkins ·
Calhoun ·
Van Buren ·
R.M. Johnson ·
Tyler ·
Dallas ·
Fillmore ·
King ·
Breckinridge ·
Hamlin ·
A. Johnson ·
Colfax ·
Wilson ·
Wheeler ·
Arthur ·
Hendricks ·
Morton ·
Stevenson ·
Hobart ·
Roosevelt ·
Fairbanks ·
Sherman ·
Marshall ·
Coolidge ·
Dawes ·
Curtis ·
Garner ·
Wallace ·
Truman ·
Barkley ·
Nixon ·
L.B. Johnson ·
Humphrey ·
Agnew ·
Ford ·
Rockefeller ·
Mondale ·
Bush ·
Quayle ·
Gore ·
Cheney ·
Biden ·
Pence ·
Harris ·
Vance
- Gemeinsame Normdatei: 1185836071
- International Standard Name Identifier: 0000 0000 3139 8462
- Library of Congress Control Number: n91085671
- National Archives and Records Administration: 18544975
- Nationale Bibliotheek van Israël: 987007271790705171
- SNAC: w62v2h1g
- Système universitaire de documentation: 16862947X
- Biographical Directory of the United States Congress: M000164
- Virtual International Authority File: 50868805
- WorldCat: E39PBJy4hmkc4twmDVTWHqPvpP